# Doodle de Google
Un Doodle de Google (Google Doodle en inglés) es una alteración temporal del logotipo en la página principal de Google que pretende celebrar fiestas, eventos, logros o personas.
El primer Google Doodle fue en honor del Burning Man Festival de 1998, y fue diseñado por Larry Page y Sergey Brin para notificar a los usuarios de su ausencia en caso de que los servidores se estrellaran. Con posterioridad, los Google Doodles fueron diseñados por un contratista externo hasta que Page y Brin pidió a Dennis Hwang que diseñara un logotipo para el Día de la Bastilla en 2000. A partir de ese momento, los Doodles se han organizado y publicado por un equipo de empleados denominado "Doodlers".
Inicialmente, los Doodles no fueron animados ni hipervínculos. Los Doodles aumentaron en frecuencia y complejidad a principios de la década de 2010, y en enero de 2010 el primer Doodle animado fue publicado en honor a Isaac Newton. El primer Doodle interactivo apareció poco después con la celebración de Pac-Man, y los hipervínculos también comenzaron a añadirse a los Doodles, por lo general la vinculación a una página de resultados de búsqueda para el sujeto del Doodle. A partir de 2014, Google ha publicado más de 2000 Doodles regionales e internacionales a través de sus páginas de inicio, a menudo con artistas invitados, músicos y personalidades.

## Doodlers
Los ilustradores, ingenieros y artistas que diseñan Google Doodles se denominan "Doodlers". Estos garabateadores han incluido artistas como Ekua Holmes, Jennifer Hom, Sophia Foster-Dimino, Ranganath Krishnamani y Dennis Hwang.

## Cronología

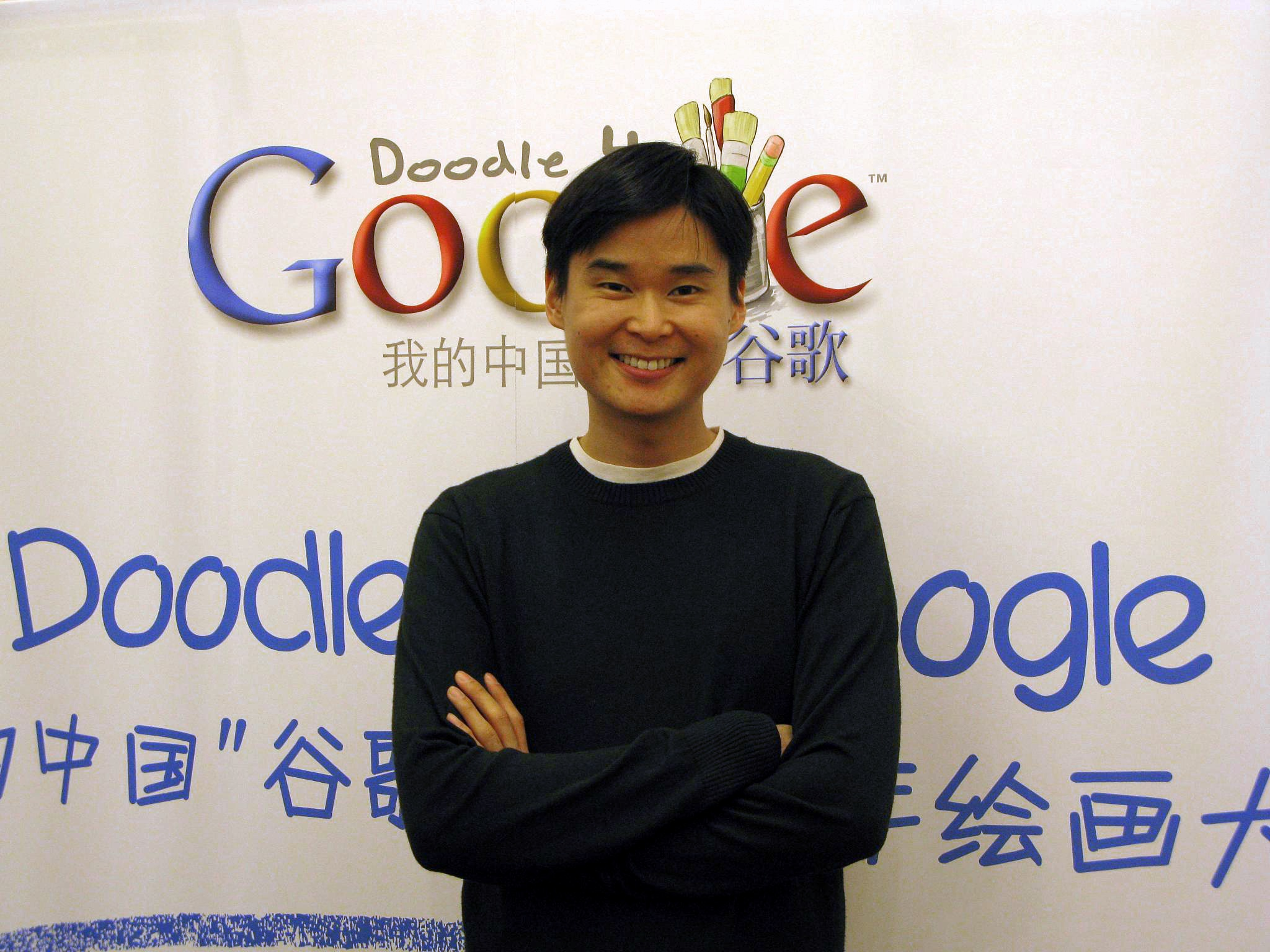
Empleado original de Google Doodle Dennis Hwang en un evento de Doodle 4 Google en Beijing

En mayo de 2010, en el 30 aniversario del juego de arcade Pac-Man de 1980, Google presentó en todo el mundo su primer logotipo interactivo, creado en asociación con Namco. Cualquiera que visitara Google podía jugar Pac-Man en el logo, que mostraba las letras de la palabra "Google" en el laberinto de Pac-Man. El logotipo también imitaba los sonidos que hacía el juego de arcade original. El botón "Voy a tener suerte" fue reemplazado por un botón "Insertar moneda". Presionar esto una vez permitía reproducir el logo de Pac-Man. Al presionarlo una vez más, se agrega un segundo jugador, la Sra. Pac-Man, lo que permite que dos jugadores jueguen a la vez, este último controlado con las teclas W, A, S, D, en lugar de las flechas que usa el jugador 1. Al presionarlo por tercera vez realizaba una búsqueda "I'm Feeling Lucky". Luego se eliminó el 23 de mayo de 2010, reemplazando inicialmente a Pac-Man con el logotipo normal. Más tarde ese día, Google lanzó un sitio permanente para jugar Google Pac-Man (al que se accede haciendo clic en el icono superior), debido a la demanda popular de los usuarios por el logotipo reproducible. Pac-Man Doodle atrajo aproximadamente a mil millones de jugadores en todo el mundo. Desde entonces, Google ha seguido publicando garabatos interactivos y de video ocasionales:

### 2010
- El 4 de septiembre de 2010, el logotipo de Google se cambió a un Buckyball interactivo para celebrar el 25 aniversario de su descubrimiento. La Buckyball, también conocida como Buckminsterfullerene C60, es una molécula hecha completamente de carbono.
- El 6 de septiembre de 2010, Google lanzó su cuarto Doodle interactivo de Google. "Google Instant - Particle Logo" reemplazó su logotipo estático con un simulador de movimiento de partículas basado en JavaScript donde las bolas de colores dinámicos se pueden manipular con el movimiento del cursor del ratón sobre el logotipo o agitando la ventana del navegador. A diferencia de otros Doodles de Google, no se puede hacer clic en este.
- El 7 de septiembre de 2010, se lanzó otro logotipo familiar de Google Instant conocido como "Logotipo de pulsación de tecla". El logotipo incoloro en gris se iluminaba con los colores estándar de Google al ingresar las primeras 6 letras de una consulta de búsqueda.
- El 8 de octubre de 2010, Google publicó su primer video doodle, una animación corta con la música de "Imagine" para conmemorar lo que habría sido el cumpleaños número 70 de John Lennon. De manera similar, el futuro 65 cumpleaños de Freddie Mercury se celebró el 5 de septiembre de 2011, con un clip animado en Don't Stop Me Now.
- El 15 de abril de 2011, Google lució el primer doodle de video de acción en vivo, conmemorando lo que habría sido el 122 cumpleaños de Charlie Chaplin.[10] Este doodle era un video de YouTube en blanco y negro que, cuando se hacía clic en él, comenzaba a reproducirse antes de redirigirse a la búsqueda habitual de Google con la ocasión especial del doodle. Todas las partes de este cortometraje fueron interpretadas por el equipo de Google Doodle, y se pueden encontrar imágenes especiales detrás de escena en el blog de Google.[11]
- Google mostró un garabato interactivo de guitarra eléctrica a partir del 9 de junio de 2011 para celebrar el 96 cumpleaños de Les Paul. Además de poder pasar el cursor sobre el doodle para rasguear las cuerdas como una de las guitarras Gibson de Les Paul, también había un botón de teclado, que cuando se habilitaba permitía la interacción con el doodle a través del teclado. El garabato aún conservaba cierto parecido con el logotipo de Google. En los EE. UU., El doodle también permitía al usuario grabar un clip de 30 segundos, después de lo cual se crea una URL y se puede enviar a otros. El doodle permaneció en el sitio un día más debido a su popularidad en los EE. UU. Ahora tiene su propia página vinculada a los archivos de Google Doodles.[12]
- El 23 de mayo de 2012, para lo que habría sido el inventor de instrumentos y pionero de los sintetizadores Robert Moog, el equipo de Doodle logró su propia hazaña de ingeniería: un logotipo de Google totalmente reproducible y grabable que se asemeja a un sintetizador Minimoog Model D antiguo. El timbre y los tonos del sintetizador electrónico analógico Moog llegarían a definir una generación de música, destacando en gran medida en canciones de The Beatles, The Doors, Stevie Wonder, Kraftwerk y muchos otros. Al igual que las máquinas musicales que creó Bob Moog, este garabato se sintetizó a partir de varios componentes más pequeños para formar un instrumento único. Se utilizaba el ratón o el teclado de la computadora para controlar las teclas y perillas del mini-sintetizador y jugar con osciladores y envolventes. Synthesizer Doodle colocó el teclado en una grabadora de 4 pistas que podía compartir canciones.[13]
- El 23 de junio de 2012, en conmemoración de lo que habría sido el cumpleaños número 100 de Alan Turing, el logotipo de Google se convirtió en una máquina de Turing interactiva.[14]
- El 8 de agosto de 2012, Google mostró un juego de baloncesto interactivo para los Juegos Olímpicos de verano de 2012.
- El 23 de noviembre de 2013, el logotipo de Google cambió a un juego de Doctor Who jugable en honor al 50 aniversario del programa.[15]
- El 19 de mayo de 2014, para el 40 aniversario del Cubo de Rubik, Google creó un Cubo de Rubik virtual interactivo que la gente podría intentar resolver.
- El 14 de abril de 2015, para el 155 aniversario del Pony Express, Google creó un juego de doodle de desplazamiento lateral en 2D en el que el jugador recolecta correo, evita obstáculos y entrega hasta 100 cartas desde California a Misuri.
- El 17 de diciembre de 2015, se presentó un Doodle de Google en honor al 245 aniversario del bautismo de Beethoven. Cuenta con un juego interactivo para hacer coincidir la escritura musical en el orden correcto, ya que presenta 4 niveles.
- El 5 de agosto de 2016, para los Juegos Olímpicos de Verano de 2016, la aplicación de Google recibió una actualización para dispositivos Android e iOS para incluir 7 minijuegos llamados "Doodle Fruit Games" con Strawberry, Blueberry, Coconut, Pineapple y más. Duró hasta el 21 de agosto, con un nuevo minijuego todos los días. Se podía acceder al juego en la aplicación de Google haciendo clic en un botón de reproducción.
- El 30 de octubre de 2016, para Halloween, Google agregó un juego llamado Magic Cat Academy, con un gato llamado Momo luchando contra fantasmas. Para jugar, los usuarios tenían que hacer clic en un botón de reproducción y los usuarios tenían que "dibujar" para matar a los fantasmas.
- El 11, 12, 13 y 14 de febrero de 2017, para el Día de San Valentín, Google agregó un juego con el pangolín en peligro de extinción, un mamífero africano y asiático, que atraviesa cuatro niveles (uno liberado cada día), mientras recolecta objetos y evita obstáculos.
- El 9 de mayo de 2017, se presentó un Doodle de Google en honor al cumpleaños número 181 de Ferdinand Monoyer. Fue un oftalmólogo francés que introdujo la dioptría en 1872. La dioptría es la unidad de medida del poder de enfoque de la lente. Es como la distancia entre los ojos de una persona y el texto que se lee. Monoyer ideó una tabla optométrica en la que cada fila representa una dioptría diferente, de menor a mayor. Una mirada de cerca a Doodle puede revelar al lector un homenaje a Ferdinand Monoyer: su nombre, oculto en la tabla.[16]
- El 22 de junio de 2017, para celebrar lo que habría sido el 117 cumpleaños de Oskar Fischinger, un músico Google lanzó un Doodle interactivo en pantalla completa que permite a los usuarios crear sus propias canciones musicales tocando la pantalla. El usuario podía optar por compartirlo en las redes sociales. Se podía acceder al juego tocando dos botones de reproducción.[17]
- El 11 de agosto de 2017 en el 44 aniversario del uso pionero del salto de hip-hop por DJ Kool Herc, Google Doodle permitía a los usuarios usar un tocadiscos doble para actuar como DJ de hip-hop.[18]
- El 4 de septiembre de 2017, para celebrar lo que habría sido el cumpleaños 83 del cantante barítono ruso Eduard Khil, Google agregó un video con un dibujo animado de Eduard Khil cantando "Estoy muy contento, ya que finalmente regreso a casa", conocida mundialmente como la canción "Trololo".[cita requerida]
- El 4 de diciembre de 2017, Google celebró los 50 años de los lenguajes de codificación para niños con un Doodle interactivo.
- El 3 de mayo de 2018, Google celebró el trabajo de Georges Méliès haciendo un doodle que englobaba sus famosos trabajos como Un viaje a la luna y El viaje imposible. El doodle es también el primer doodle de Google que se mostró en formato de 360 grados, pudiendo el espectador rotar el vídeo para darle diferentes puntos de vista.
- El 10 de junio de 2018, Google celebró la historia de los gnomos de jardín, Google lanzó un Doodle interactivo en el que puede usar su catapulta para lanzar sus gnomos de arcilla al alcance más lejano de su jardín.
- El 30 de octubre de 2018, para Halloween, Google agregó un juego multijugador (hasta ocho jugadores) llamado Great Ghoul Duel, con dos equipos de fantasmas corriendo para recolectar espíritus y robárselos al otro equipo.
- El 6 de noviembre de 2018, para las elecciones de Estados Unidos de 2018, Google cambió su logotipo a "Go Vote".[19]
- El 21 de marzo de 2019, Google celebró al compositor y músico alemán Johann Sebastian Bach creando el primer Doodle que utiliza inteligencia artificial para hacer música. Cuando se presiona un botón, el Doodle utiliza el aprendizaje automático para armonizar una melodía creada por el usuario en el estilo musical característico de Bach (o alternativamente en un estilo híbrido de rock de Bach de los 80 si se hace clic en un amplificador en el lado derecho).[20]
- Del 16 al 20 de julio de 2019, para el 50 aniversario del aterrizaje lunar del Apolo 11 por la NASA, donde Neil Armstrong se convirtió en el primer hombre en la luna.

### 2020
- El 20 de marzo de 2020, en medio de la pandemia de COVID-19, Google honró a Ignaz Semmelweis por ser pionero en la práctica del lavado de manos. La animación del Doodle mostró específicamente cómo lavarse las manos de manera adecuada y completa.[21]
  - Google también lanzó varios garabatos en las siguientes semanas agradeciendo a varios trabajadores de la industria que ayudaron a las personas durante la pandemia.
  - Algunos juegos se volvieron a lanzar para que las personas que se quedaban en casa durante el bloqueo pudieran jugar.[22]
- El 22 de abril de 2020, en celebración del 50 aniversario del Día de la Tierra, se creó un juego Doodle en asociación con  The Honeybee Conservancy, donde una abeja es guiada por el jugador para polinizar flores, mientras que los datos sobre la abeja y su impacto se comparten entre niveles.[23]
- El 30 de junio de 2020, Google celebró a Marsha P. Johnson con un Doodle de Google.
- El 1 de septiembre de 2020, Google honró a Jackie Ormes, conocida por ser la primera caricaturista afroamericana, además de ser la creadora de la tira cómica Torchy Brown y el panel de Patty-Jo 'n' Ginger. La animación de Doodle mostró una presentación de diapositivas de su carrera.[24]
- En Halloween de 2020, se realizó una secuela del Doodle de Halloween de 2016. Tenía una jugabilidad similar, pero una configuración diferente (bajo el agua) y se enfocaba en criaturas marinas como la medusa inmortal y el rape.
- El 15 de enero de 2021, Google honró a James Naismith, conocido como el inventor del juego de  baloncesto. La animación del Doodle muestra a una persona haciendo una canasta.
- El 10 de marzo de 2021, Google honró a Wu Lien-teh, que muestra a Wu Lien-teh ensamblando quirúrgicas máscarillas y distribuyéndolas para reducir el riesgo de transmisión de enfermedades.[25][26][27]
- El 23 de julio de 2021, Google lanzó un juego de estilo RPG llamado Doodle Champion Island Games, con ilustraciones de Studio 4°C, para celebrar los videojuegos, el folklore japonés y los Juegos Olímpicos de Tokio 2020.[28][29]
- El 6 de diciembre de 2021, Google hizo un juego en honor a la pizza, en el cual tienes que cortar todo lo que te pidan y conseguir las 3 estrellas.
- El 17 de febrero de 2022, Google celebró el cumpleaños 94 del Dr. Michiaki Takahashi, que muestra la fase de investigación, junto a un niño con varicela y cerca a él un médico poniendole la vacuna contra la varicela, El doodle termina con botellas de medicina y puntos en forma decreciente, significando la disminución de casos debido a la vacuna.[30]
- El 31 de julio de 2022, Google creó un juego en honor a la petanca en la que tienes que lanzar una bolas hacia el boliche que está al medio para ganar más puntos,en total tienes 3 tiros para poder ganar.[31]
- El 1 de diciembre de 2022, Google celebró el cumpleaños 82 de Jerry Lawson conocido por ser inventor del cartucho de consola, este se hizo para conmemorar la industria de los videojuegos, consiste en un juego estilo pixel art en la que puedes crear tus propios juegos.[32]
- El 29 de enero de 2023, Google realizó un juego en conmemoración al Té de burbujas y al folklore taiwanes, este juego trata de preparar el té de burbujas y venderlo a los clientes que van pasando.[33]
- El 19 de marzo de 2023, Google celebró el cumpleaños 80 de Mario Molina por su contribución para el cuidado de la capa de ozono ganando el premio nobel de químicade 1995, en el doodle se ve varias máquinas amigables con la capa de ozono.[34]
- El 20 de mayo de 2023, Google publicó un juego en honor al lago de Xochimilco y a la biodiversidad de México, en el tienes que tomar unas fotos a los ajolotes que van pasando, tu objetivo es fotografíar a los 5 tipos diferentes de ajolotes.[35]
- El 27 de septiembre de 2023, Google celebró su 25 aniversario, en el doodle se ve los diferentes logotipos de Google a lo largo del tiempo hasta llegar al logo de aniversario número 25.[36]
- El 7 de marzo de 2024, Google celebró lo que habría sido el cumpleaños número 92 de la cantante mexicana Lola Beltrán en un doodle animado[37]
- El 8 de abril de 2024, Google celebró el eclipse solar del 8 de abril de 2024
- En Halloween de 2024, se lanzó la tercera entrega de Magic Cat Academy, tiene la misma jugabilidad que las 2 anteriores entregas sin embargo tiene un escenario distinto, ahora ocurre en la capas de la atmósfera hasta el espacio exterior.[38]

## Controversias
El 13 de septiembre de 2007, Google publicó un garabato en honor al autor Roald Dahl en el aniversario de su nacimiento. Esta fecha también coincidió con el primer día de la festividad judía de Rosh Hashaná y Google fue inmediatamente criticado por algunos grupos por esta decisión debido a que Dahl ha sido acusado de antisemitismo.
Google eliminó el Doodle a las 2:00 p. m. ese día y no queda evidencia de su existencia en el archivo oficial de Doodle de Google hasta la fecha.
En 2007, Google también fue criticado por no presentar versiones del logotipo de Google para las fiestas patrióticas estadounidenses como el Día de los Caídos y el Día de los Veteranos. Google presentó un logotipo que conmemora el Día de los Veteranos ese año.
En 2014, Google recibió algunas críticas por no honrar el 70 aniversario de la invasión del Día D con un Doodle y, en cambio, honrar al jugador japonés de Go Honinbo Shusaku. En respuesta a las críticas, Google eliminó el logo de su página de inicio y agregó una serie de enlaces a imágenes de la invasión de Normandía. El 19 de mayo de 2016, Google honró a Yuri Kochiyama, un activista asiático-estadounidense y miembro del grupo nacionalista negro Revolutionary Action Movement, con base en los maoístas, con un Doodle en su página principal de Estados Unidos. Esta elección fue criticada debido a algunas de las opiniones controvertidas de Kochiyama, como la admiración por Osama bin Laden y Mao Zedong. El senador estadounidense Pat Toomey pidió una disculpa pública de Google. Google no respondió a ninguna crítica, ni alteró la presentación del Doodle en su página de inicio o en la página dedicada del Doodle.

#### Pascua
Google creó por primera vez un Doodle para la Pascua en 2000 y no reconoció el día festivo en su página de inicio hasta 2019. En marzo de 2013, Google fue criticado por celebrar al activista estadounidense César Chávez el domingo de Pascua con un Doodle en lugar de Pascua.
En 2019, después de una pausa de 18 años, Google presentó un "Doodle" atípico para la Pascua, solo para la versión de escritorio de su página de inicio. A diferencia de lo que se ve en prácticamente todos los demás Doodles, el logotipo de Google no se modificó en la presentación del Doodle y los usuarios tenían que hacer clic en el botón "Voy a tener suerte", donde "Suerte" se reemplaza por un huevo de Pascua antropomórfico que desencadenó una serie de artículos con temática de Pascua, como huevos, conejitos y bollos cruzados calientes. Algunos de estos elementos tenían hipervínculos que conducían a una página detallada sobre las costumbres de Pascua. La página de archivo de Doodle oficial de Google originalmente contenía una entrada no listada para el Doodle de Pascua de 2019, que desde entonces se ha eliminado. En particular, la página de inicio con temática de Pascua de 2019 no era visible desde dispositivos móviles a menos que se activara la opción "Modo de escritorio" en el navegador móvil, lo que hace que la mayoría de los usuarios nunca vean el "Doodle". Danny Sullivan, tecnólogo de Google involucrado en la página de inicio con temática de Pascua, respondió a una consulta sobre su ausencia en dispositivos móviles diciendo que era "difícil hacer la interactividad de manera confiable.
En 2020, Google volvió a celebrar la Pascua de forma atípica en su página de inicio, pero no como un Doodle. Se colocó un huevo de Pascua debajo de los botones "Búsqueda de Google" y "Voy a tener suerte", con texto flotante que indica "Feliz Pascua". Cuando se hacía clic, el huevo conducía a una página de resultados de búsqueda para "Pascua". Esto es similar a cómo Memorial Day y Remembrance Day han sido reconocidos por la compañía en los EE. UU.